# Lui et la Dactylographe
Pour plus de détails, voir Fiche technique et Distribution.
Lui et la Dactylographe (Be My Wife) est un film américain réalisé par Hal Roach, sorti en 1919.

## Fiche technique
- Titre : Lui et la Dactylographe
- Titre original : Be My Wife
- Réalisation : Hal Roach
- Production : Hal Roach
- Pays de production : États-Unis
- Format : Noir et blanc - 1,33:1 - Film muet
- Genre : comédie
- Date de sortie : 1919

## Distribution
- Harold Lloyd
- Snub Pollard
- Bebe Daniels
- Sammy Brooks
- Lige Conley
- Bud Jamison
- Dee Lampton
- Marie Mosquini
- Fred C. Newmeyer
- Charles Stevenson
- Noah Young